# Badall

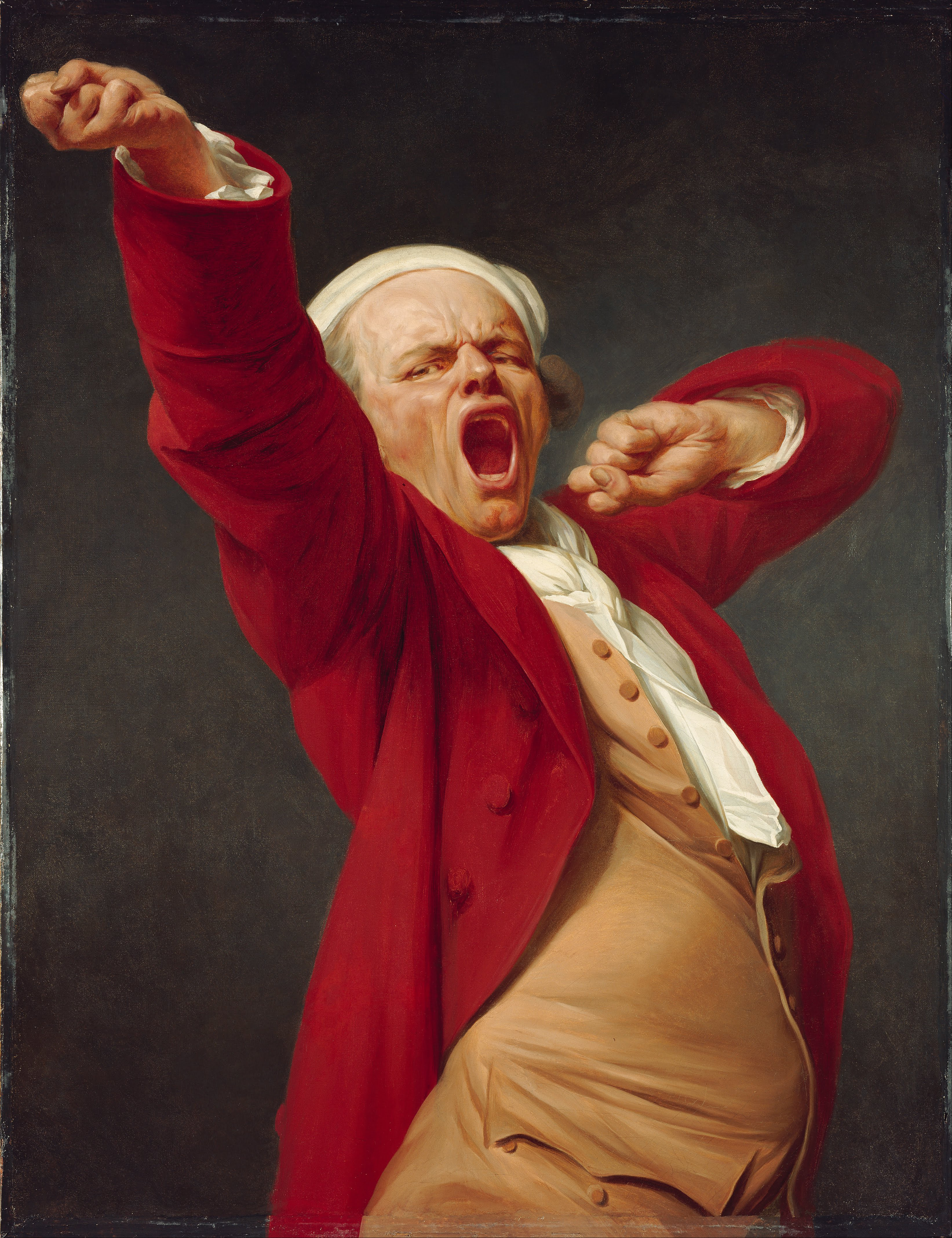
Badallant, autorretrat de Joseph Ducreux

Un badall és l'acció incontrolada d'obrir la boca, amb separació molt àmplia de les mandíbules, per tal de realitzar una inspiració profunda seguida d'una espiració una mica més petita, amb tancament final. Quan es badalla, a més, s'estiren els músculs facials, s'inclina el cap endarrere, es tanquen els ulls, es produeix saliva, s'obren les trompes d'Eustaqui de l'orella mitjana i es fan altres accions, encara que imprecises, de tipus cardiovascular, neuromuscular i respiratori.
És una acció comuna entre els animals vertebrats. Els mamífers i la majoria dels animals que tenen columna vertebral badallen, incloent els peixos, les serps, les tortugues, els cocodrils i les aus. Els badalls és contagien de la mateixa forma que el rascar-se en tant que garanteix la supervivència de les persones físicament properes en el moment del badall.
Dins dels mamífers, els mascles són els que badallen més; a l'espècie humana ambdós sexes badallen amb la mateixa freqüència.

Animals badallant
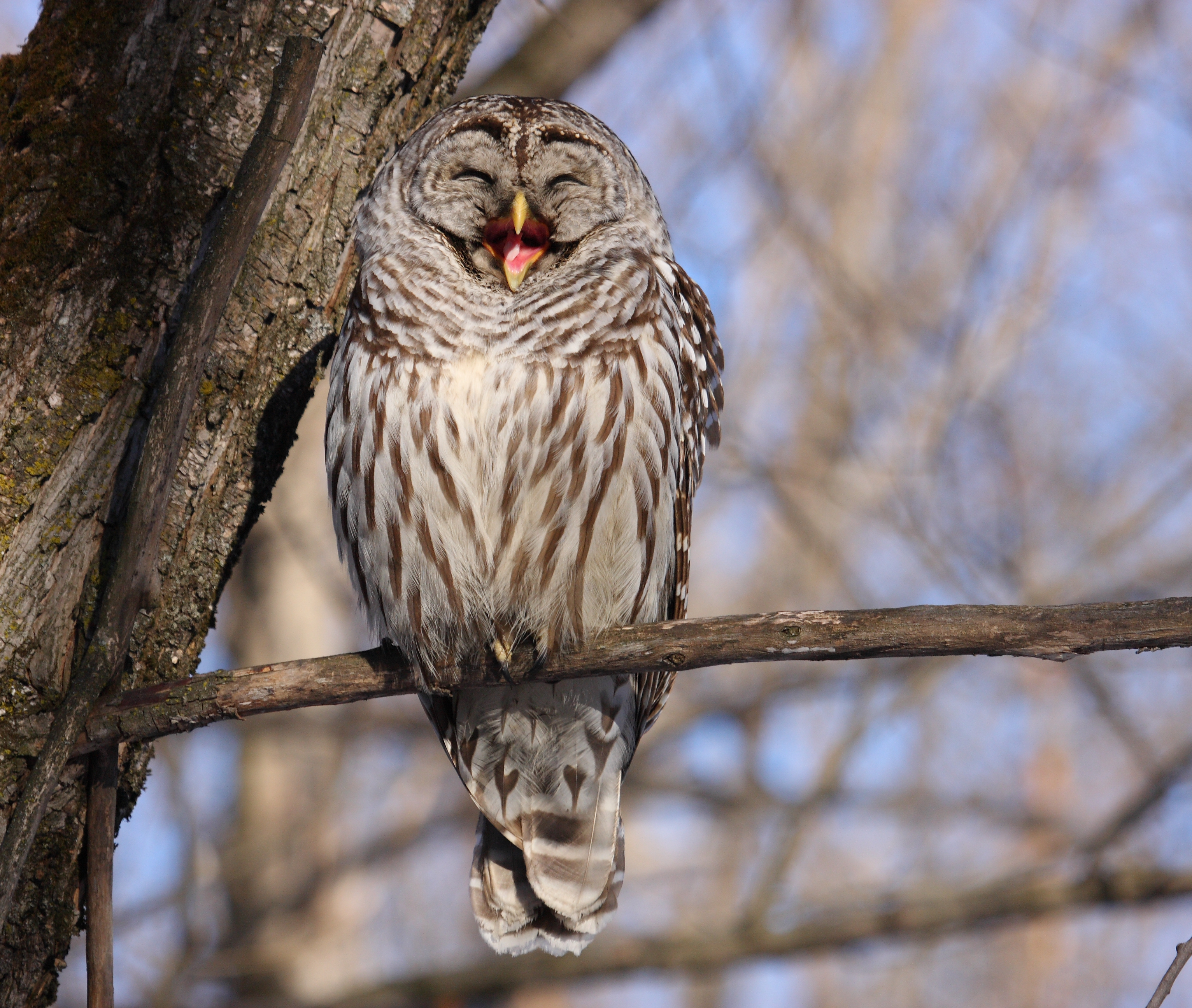
Gamarús ratllat
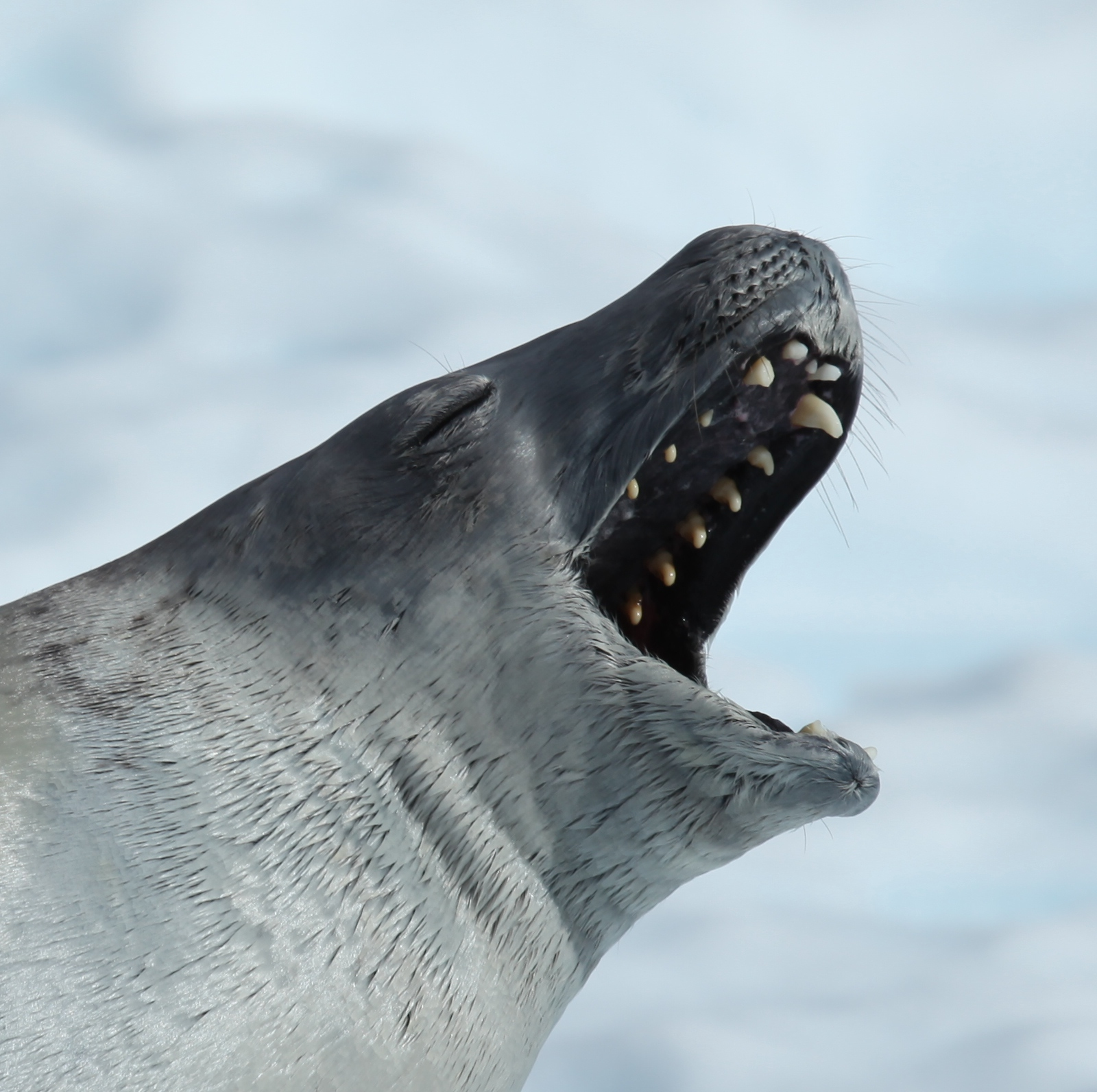
Foca menjacrancs
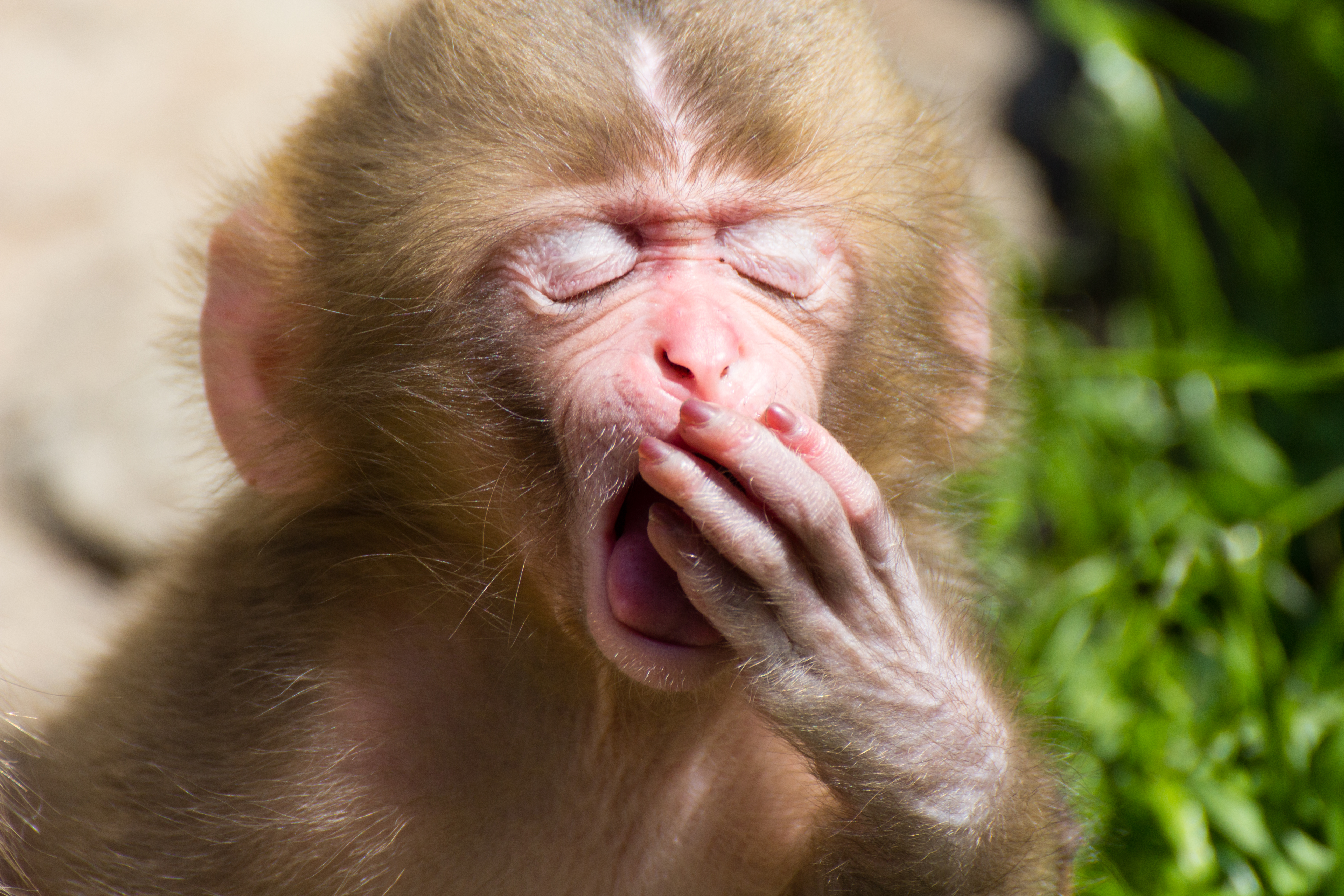
Macaco japonès
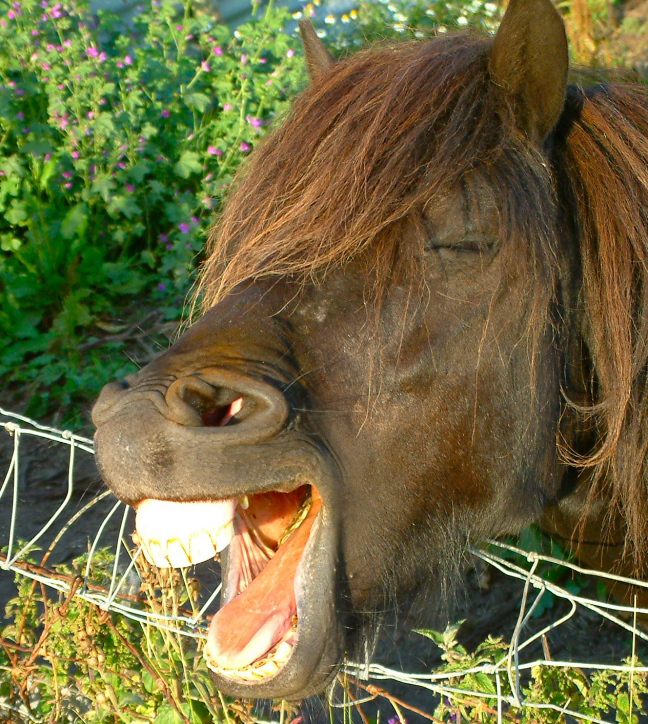
Poni
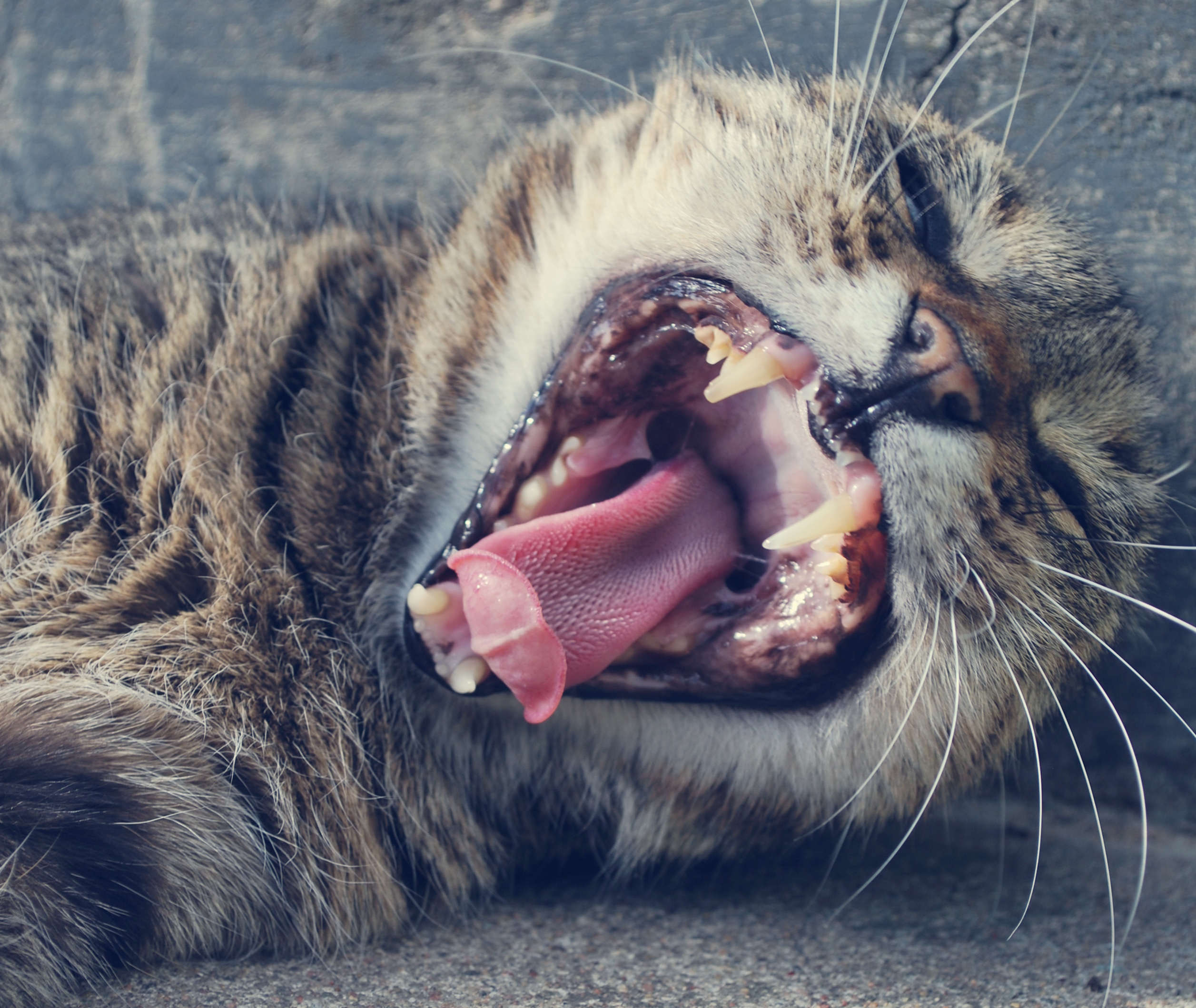
Gat
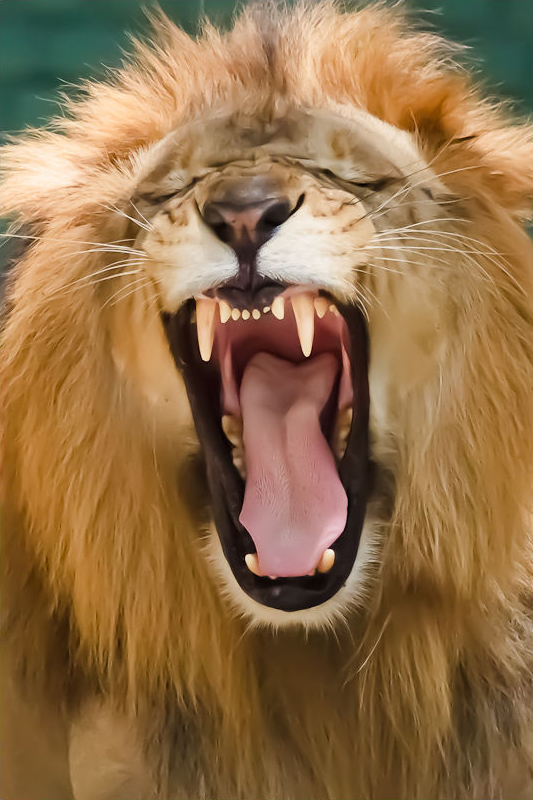
Lleó
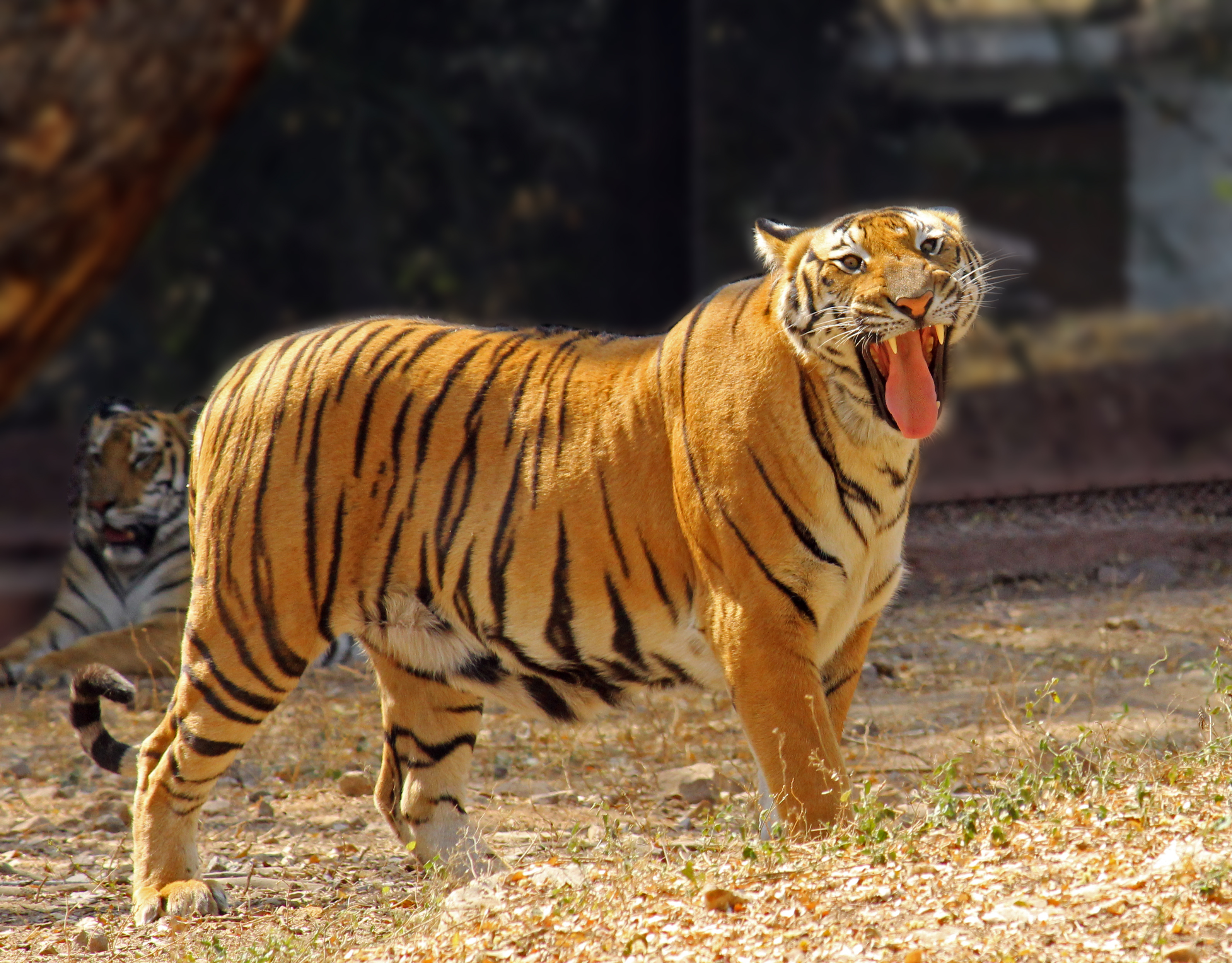
Tigre de Bengala
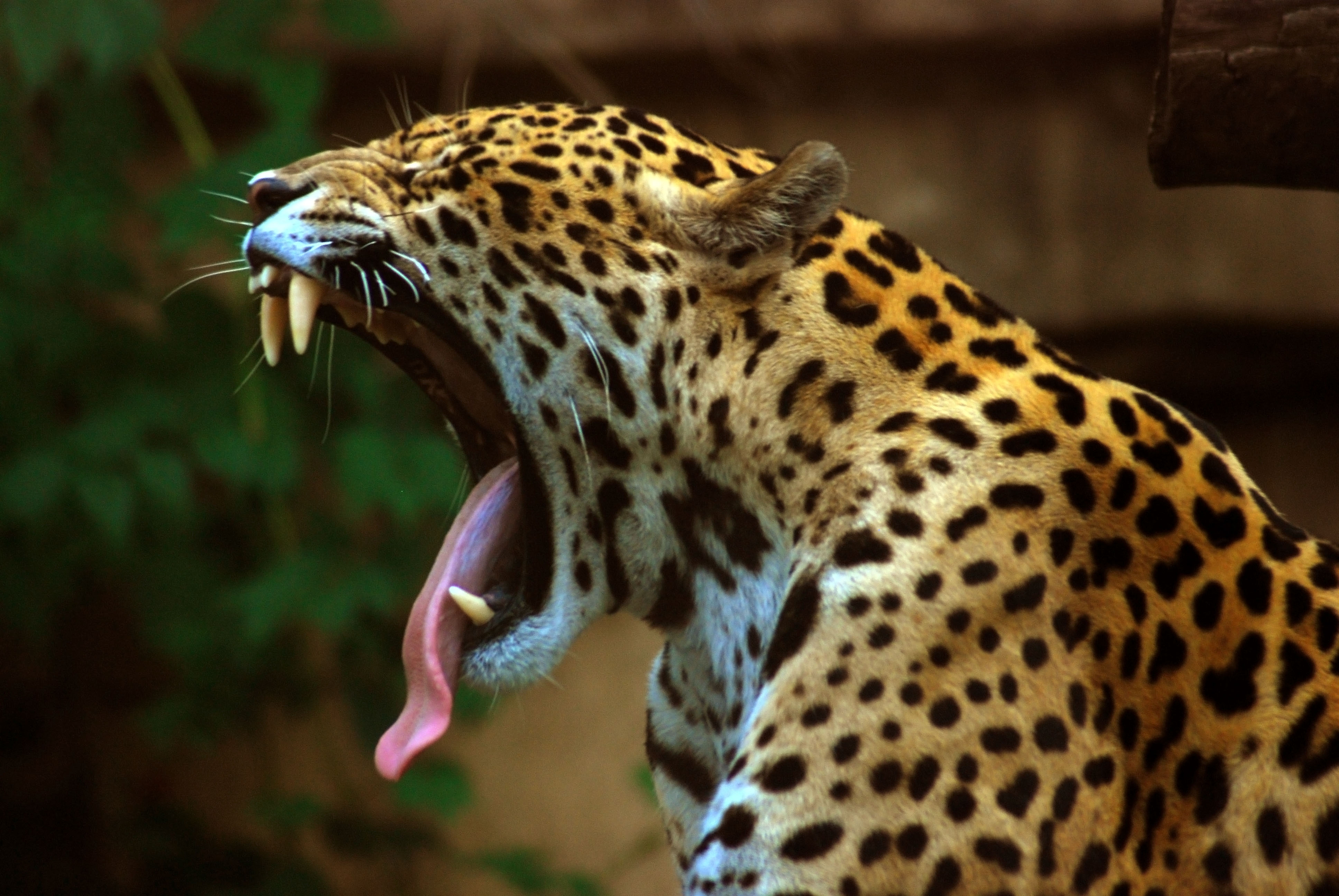
Jaguar